# Saint-Jean-d'Angles
Saint-Jean-d'Angles est une ancienne commune du Gers. En 1821, elle est rattachée à la commune de Saint-Arailles.

## Histoire
Anglés était un château établi sur une motte attesté en 1120 qui était le siège de la châtellenie (ou baronnie) la plus importante que possédait la famille de Montesquiou.[réf. souhaitée]
En 1821, Saint-Jean-d'Angles est rattachée à Saint-Arailles, autrefois nommée Saint-Arailles-d'Anglés[réf. souhaitée].

## Population et société

### Démographie
| 1793 | 1800 | 1806 | 1821 |
| ---- | ---- | ---- | ---- |
| 104  | 78   | 102  | 89   |

## Culture locale et patrimoine

### Lieux et monuments
- Chapelle Saint-Jean d'Anglès[2]